# Krali Bimbalov
Krali Pejčev Bimbalov (in bulgaro Крали Пейчев Бимбалов?; Fakija, 1º novembre 1934 – 1988) è stato un lottatore bulgaro, specializzato nella lotta greco-romana.

## Palmarès

### Olimpiadi
- 1 medaglia:
  - 1 argento (Roma 1960 nei pesi massimi-leggeri)